# ジョン・コンスタンティン
ジョン・コンスタンティン（英: John Constantine）は、DCコミックスの出版するアメリカン・コミックスに登場する架空のアンチヒーロー。

## 概要
1985年の『スワンプシング』誌で初登場。1983年に設定を一新しリスタートした『スワンプシング』のニュー・キャラクターの1人だった。キャラクターの人気から、1988年に『ヘルブレイザー』（Hellblazer）で主役として登場するようになる。
サンフランシスコ（「The New 52」以降での設定ではニューヨーク）でザターナと出会った彼は、交友を深めていく。ロナルド・レーガン大統領の暗殺を予測し、それを阻止しようとしたことが、彼の名を広めるきっかけとなる。

## 交友関係
スワンプシング
初登場誌の主役のため、競演も多いが、対立することもある。
パンドラ
「フォーエバー・イービル・ブライト」で競演。
ファントムストレンジャー
「フォーエバー・イービル・ブライト」で競演。
チャズ・クレイマー
エクソシストの弟子。
サンドマン
ジョン・コンスタンティンを悪夢から解放する。
ルシファー
ジョン・コンスタンティンとは浅くない因縁を持つ。

### ジャスティス・リーグ・ダーク
ザターナ
逆さ言葉の魔導士。ジャスティス・リーグ・ダーク結成以前から、ジョン・コンスタンティンと交友がある。
マダムザナドゥ
全てを見通す大魔導士。ジャスティス・リーグ・ダークのメンバーを招集する。
エンチャントレス
魔術師のアンチヒロイン。
デッドマン
幽霊。ジャスティス・リーグ・ダークのメンバー。
ブラックオーキッド
ジャスティス・リーグ・ダークのメンバー。「ロットワールド」ではスワンプシングとも競演。
シェイド・ザ・チェンジングマン
炎を操る魔導士。ジャスティス・リーグ・ダークのメンバー。
フランケンシュタイン
ジャスティス・リーグ・ダークのメンバー。

## その他のメディア

### 映画
コンスタンティン (2005年)
演 - キアヌ・リーブス、日本語吹替 - 小山力也(DVD版)/森川智之(テレビ版)
Constantine2 (TBA)
演 - キアヌ・リーブス

### ドラマ
ARROW/アロー (2012年-現在)
演 - マット・ライアン
コンスタンティン (2014年-2015年)
演 - マット・ライアン
サンドマン(2022年-)
演 - ジェナ・コールマン
ジョハンナ・コンスタンティンという女性名義で登場。

### アニメ
ジャスティス・リーグ・アクション (2016年-2018年)
声 - ダミアン・オハラ
ジャスティス・リーグ:ダーク (2017年)
声 - マット・ライアン